# 島津久保
島津 久保（しまづ ひさやす）は、安土桃山時代の武将。島津義弘の次男。

## 略歴
豊臣秀吉の九州征伐後、日向国諸県郡に所領を与えられたが一時的ではあるが豊臣氏の人質となる。早くから伯父・義久、父・義弘から後継者と目され、小田原征伐や文禄の役に参陣したが、文禄2年9月8日（1593年10月2日）、朝鮮国の唐島（巨済島）で病死した。享年21。殉死者が3名出ている。
伯父である義久は久保を弔う為に、冒頭に「南・無・阿・弥・陀・佛」を冠した和歌を詠じている（後述）。
また、堀之内久規と平山忠続という者が、久保の菩提を弔うために山伏となり（久規は日限坊、忠続は一忠坊と改名）、六十余州を廻歴して一国三部の法華経を納めている。

## 愛猫
朝鮮出兵で父・義弘は正確な時刻を計るために猫を7匹従軍させた。これは猫の目が明るいところでは細くなり、暗いところでは丸くなる変化から、時刻を読み取ったものである。7匹のうち生還できたのは2匹だけだが、そのうちの1匹を久保が可愛がり、ヤスという名前で、白地に黄色の波紋があった。磯庭園の一角に猫神神社がありこの7匹の猫が祀られている。絵馬は白と黄色の猫で、ヤスの模様を表している。

## 島津義久の弔いの和歌
- 「南」 なく蟲の　聲は霜をも　待やらて　あやなく枯るる　草の原かな
- 「無」 紫の　雲にかくれし　月影は　西にや晴るる　行衛なるらん
- 「阿」 雨はただ　空にしられぬ　習なれや　憂き折々の　袖にかかりて
- 「弥」 みし夢の　名残はかなき　ね覚かな　枕にかねの　聲ばかりして
- 「陀」 尋ねても　入らまし物を　山寺の　ときおく法の　深きこころを
- 「佛」 筆をみぎに　弓を左に　もてあそぶ　人のこころや　名に残らまし